# Henrique Crisóstomo
Henrique Crisóstomo (10 de Março de 1962) é um antigo atleta de português, especialista em corridas de fundo.

## Resultados
Em 1995 foi o vencedor da 15ª edição da Maratona Internacional de Macau com um tempo de 2:15.39 horas para percorrer oss 42.195 metros da prova.
Foi o vencedor da Maratona de Paris em 1996 com o tempo de 2:12:16. Henrique Crisóstomo, e os atletas Manuel Matias, Domingos Castro e Aurora Cunha são detentores do primeiro lugar do pódio da Maratona de Paris.